# Дорелли, Джонни
Джо́нни Доре́лли (итал. Johnny Dorelli), настоящее имя Джорджо Гуиди (Giorgio Guidi), род. 1937) — итальянский актёр, певец, шоумен и музыкант. Двукратный победитель фестиваля Сан-Ремо (1958, 1959).

## Биография
Родился в Меде, он начал карьеру певца в конце 1950-х годов. В 1958-м выиграл Фестиваль Сан-Ремо в дуэте с Доменико Модуньо с песней «Nel blu dipinto di blu (Volare)» и «Piove» («Ciao ciao»).
C 1972 по 1979 год был женат на итальянской актрисе и певице французского происхождения Катрин Спаак. Женился в 1981 году на итальянской актрисе эротических комедий Глории Гвиде.